# Pina (Film)
Pina ist eine Tanzfilm-Dokumentation in 3D von Regisseur Wim Wenders mit dem Ensemble des Tanztheaters Wuppertal Pina Bausch, dessen Choreographin Pina Bausch er gewidmet ist.

## Inhalt
Im Zentrum des Films stehen Ausschnitte aus Pina Bauschs Tanztheater-Stücken Le sacre du printemps, Café Müller, benannt nach einem Café in Solingen, in dessen Nähe Bausch aufwuchs, Kontakthof und Vollmond. Diese werden durch Interviewstatements und weitere Tanz-Choreografien ergänzt, die an Schauplätzen in Wuppertal und Umgebung gefilmt wurden.
Die Tänzerinnen und Tänzer des Tanztheaters Wuppertal bewegen sich in einer für Tanz ungewöhnlichen Umgebung.  Die Bühne ist von einer knöcheltiefen Schicht aus nassem Torf bedeckt. Leichtfüßige Bewegungen erlaubt diese Tanzfläche nicht. Das ist auch nicht beabsichtigt, da in dem Ausschnitt aus Le Sacre du Printemps eine auserwählte Jungfrau dem Frühlingsgott geopfert werden soll. Der Film stellt die Arbeit von Pina Bausch in vier ausgewählten Ausschnitten vor.
Der auf Le Sacre du Printemps folgende Ausschnitt aus Café Müller  handelt vom Suchen. Er beschreibt einen Ort, an dem sich Pina Bausch in ihrer Kindheit oft aufhielt, um Süßigkeiten zu kaufen. In einem schlichten Bühnenbild, bestehend aus hölzernen Cafétischen und -stühlen sowie Türen an der Seite, betritt eine schmale  Frau in weißem Kleid das Café. Zwei weitere Frauen erscheinen,  von denen eine offenbar blind ist.  Die im Weg stehenden Möbel lassen sie zögern. Zwei herbeieilende Männer versuchen die Hindernisse aus dem Weg zu räumen. Die blinde Frau und einer der Männer stehen schließlich Schulter an Schulter. Der Zweite legt die Arme der Frau um den ersten, doch sie entgleitet. Dieses wiederholt sich in einer endlos wirkenden Schleife.
Der nächste Ausschnitt Kontakthof ist ein generationenübergreifendes Stück. Er beschreibt die Idylle in einer Tanzschule zu Beginn des 20. Jahrhunderts. Das Stück wurde mehrfach mit Darstellern verschiedenen Alters aufgeführt. Im Film werden diese verschiedenen Aufführungen zu einer Szene verschmolzen, welche die unterschiedlichen Bewegungsqualitäten der Tänzer und Tänzerinnen veranschaulicht.  In Vollmond spielen die Darsteller auf einer mit Wasser überschwemmten Bühne, die außer einem Felsblock und einigen Stühlen sehr minimalistisch gehalten ist.
Einer Prozession gleichend, begleiten die Darsteller zum Ende des Filmes den Zuschauer auf einem schmalen Pfad auf der Halde Haniel in Bottrop in ein offenes Ende. Von Pina Bausch selbst sind in dem Film nur einige wenige Szenen zu sehen.

## Hintergrund
- Regisseur Wim Wenders hatte ursprünglich geplant, einen 3D-Film  mit und über Pina Bausch zu drehen. Der Drehbeginn war für September 2009 geplant und mit ersten Probeaufnahmen wurde  begonnen. Nachdem Bausch überraschend am 30. Juni 2009 starb, entschied sich Wenders daraufhin, mit ihrem Ensemble einen Film zu drehen und ihr den Film zu widmen.[2][3]
- Der Film wurde  am 13. Februar 2011 außer Konkurrenz im Rahmen des Wettbewerbs  der Berlinale 2011 erstaufgeführt.[4] Kinostart in Deutschland war am 24. Februar 2011.

## Kritiken
„Es geht nie nur um den Raum, sondern darum, wie sich die Bewegung zum Raum verhält. Normalerweise ist da immer noch die Sprache im Spiel - der Tanz setzt auch die in Bewegung um. Manchmal. Denn natürlich sind die Interviews mit den Tänzern dann doch Verbindungsstücke in einer fortlaufenden Erzählung. Aber vor allem sind sie präsent, wenn sie tanzen. Man kommt den Tänzern normalerweise nie so nah - und vielleicht ist man sich aus der Entfernung deswegen auch nie so bewusst, was es heißt, dass sich Bauschs Tanztheater so weit weg bewegt hat vom klassischen Ballett, seinem Drill und seinen Figuren, die den Gelenken, dem ganzen Körper etwas abverlangen, was er nicht lange zu geben bereit ist. Bauschs Tänzer, und vor allem die Tänzerinnen, durften altern, sie können zeigen, was sie mit der Zeit an Ausdruck dazugewonnen haben. Und das ist ein ziemlich ungewöhnlicher Anblick, wenn die Bilder ihnen ganz nah an die Gesichter rücken. Wie diese Tänzer heißen, kommt im Film nicht vor. Der nimmt sie als Ensemble wahr, als Teile eines Geflechts. Was zählt, sind die Beziehungen untereinander, zwischen Tänzer und Choreograph, Choreographie und Raum.“

„Wenders' Film ist in jeder Szene von seiner Mission erfüllt, dieser großen Choreografin ein Denkmal zu setzen. Von ihrem Blick, in dem sich die Tänzer aufgehoben fühlten, von ihrer Methode des Fragens und des Offenhaltens von Bedeutungen ist im Film oft die Rede, wenn sich die Tänzer an sie erinnern. Diese Methode des Fragens wollte sich der Regisseur Wim Wenders auch für seinen Film zu eigen machen. Aber alles ist sehr enggeführt, alles kreist um die Erinnerung. Und das ist beklemmend. […] Wie das Ensemble des Wuppertaler Tanztheaters ohne sie weitertanzt, um ihren Geist und ihren Atem in ihren Stücken am Leben zu halten, das vermittelt "Pina" überzeugend und anrührend. Aber all dem wohnt auch ein Ansatz zur Verklärung und Anbetung von Pina Bausch inne, der dem Unprätentiösen ihrer Kunst nicht gerecht wird.“

„Wenders bringt Szenen aus den berühmtesten Bausch-Stücken auf die Leinwand, manche neu, manche Jahrzehnte alt, wie das berühmte "Café Müller". Und vielleicht war die 3D-Technik noch nie so sinnvoll eingesetzt wie hier. Das ist nicht einfach abgefilmtes Theater, hier hat die Bühne Raum und Tiefe, und die Tänzer sind einem dabei so nah, wie sie es in keinem Theatersaal sein könnten.“

„Dass Wim Wenders' Dokumentarfilm "Pina" heißt, die Wuppertaler Tanztheaterchefin aber kaum auftaucht, mag einen am Anfang stören. […] Aber tatsächlich ist Wenders gerade auf diese Weise ein erstaunliches, eindringliches Porträt der großen, am 30. Juni 2009 verstorbenen Choreografin gelungen. […..] Statt die Person selbst zu sehen, erkennt man die Choreografin durch ihre Werke und durch das, was die Tänzer, die zum Teil über dreißig Jahre mit ihr gearbeitet haben, von ihr erzählen - in kurzen Statements nur, ansonsten tanzend. […] Entstanden ist so eine Liebeserklärung an Pina Bausch, witzig, verrückt, manchmal verzweifelt, mit vielen rasend schönen Tänzen, in denen die Choreografin im Laufe des Films tatsächlich immer gegenwärtiger zu werden scheint. […] "Pina" führt auch vor, dass man mit 3D Bühnenaufführungen, sei es nun Tanz, Schauspiel oder Oper, auf revolutionär neue Weise filmisch zeigen kann.“

„Wim Wenders' Hommage an Pina Bausch ist eine große Trauerarbeit geworden, eine Hommage an das Leben. Die 3-D-Technik liefert Bilder, wie man sie noch nie gesehen hat, weder im Kino, noch auf der Bühne. […] Herrlich die 3-D-Bilder unter freiem Himmel, wie von einem andern Stern. Die Prozession des Ensembles am Rand eines Kraters, so greifbar und unbegreiflich wie der Sturz der kleinen Alice durch das Kaninchenloch. Bis zum Ende bleibt der Konkurrenzkampf zwischen Tanz und 3-D-Philosophie unentschieden. Nur schade, dass man den Eindruck gewinnt, hier möchte das filmische Experiment über sein Sujet triumphieren, das sinnlicher und lebendiger nicht sein könnte. Fortschritt ist immer relativ, man muss ihn an etwas messen. Ist das Kino, das wir kennen, zweidimensional?“

„„Pina“ ist kein bisschen indiskret, nicht biografisch und zeigt auch nicht, wie die Choreografin in Wuppertal Jahr um Jahr arbeitete. „Pina“ ist ein Werk der Bewunderung für ihre Kunst. […] So ist dies statt eines Films mit Pina Bausch nun eine posthume Hommage geworden, eine Erinnerung an Seh-Erlebnisse, eine Liebeserklärung, fast schon eine Heiligsprechung, die ihre Beweise findet in den Wundern dieses Tanzes. Die Choreografin taucht zwar nur in kurzen, überwiegend recht alten Filmausschnitten auf – ist aber gerade deswegen umso überlebensgrößer, überragender präsent: In ihren Werken, aber auch in den manchmal aus nur einem Satz bestehenden, oft geradezu ehrfürchtigen Stellungnahmen der Tänzerinnen und Tänzer.“

## Auszeichnungen
Pina gewann den Deutschen Filmpreis 2011 in der Kategorie Bester programmfüllender Dokumentarfilm und war für Beste Regie nominiert. Der Film gewann den Deutschen Dokumentarfilmpreis 2011 und wurde im selben Jahr mit dem „Prix ARTE“, dem Europäischen Dokumentarfilmpreis, ausgezeichnet. Pina wurde von der Auslandsvertretung der deutschen Filmbranche für die Oscarverleihung 2012 in der Kategorie fremdsprachiger Film vorgeschlagen und errang eine Nominierung in der Kategorie Dokumentarfilm.